# Старогребенщиково
Старогребенщиково (Старо-Гребенщиково) — деревня в Куйбышевском районе Новосибирской области. Входит в состав Абрамовского сельсовета.

## География
Площадь деревни — 24 гектара.

## История
В 1926 году состояла из 71 хозяйств, основное население — русские. В составе Абрамовского сельсовета Барабинского района Барабинского округа Сибирского края.

## Население
| 1926 | 2002 | 2007 | 2010 |
| ---- | ---- | ---- | ---- |
| 375  | ↘121 | ↘92  | ↗113 |

## Инфраструктура
В деревне по данным на 2007 год функционируют 1 учреждение здравоохранения и 1 учреждение образования.